# Lavandula dentata
Espèce
Classification phylogénétique
Lavandula dentata est une espèce de plantes à fleurs de la famille des Lamiacées. Elle est appelée Lavande dentée ou Lavande frangée. Aux États-Unis, elle est appelée french lavender.

## Répartition
Bassin méditerranéen, notamment Espagne, Italie, France et îles méditerranéennes.

## Culture
D'origine méditerranéenne, cette lavande nécessite un ensoleillement important.